# Parque nacional Djukbinj
El Parque Nacional Djukbinj es un parque nacional en el Territorio del Norte (Australia), ubicado a 59 km al noreste de Darwin.
El parque forma parte de las Planicies Marrakai y del área de la desembocadura del río Adelaida.
Al parque se llega por la Autopista Hwy cerca de la laguna Árbol Inclinado y abre todo el año. Representa una zona de protección para las aves marinas de la región.
Los visitantes pueden acampar en el parque, la pesca está permitida. El parque cierra entre noviembre y abril.